# Condado de Couserans

Escudo de armas de Couserans.

Conserans en Gascuña en 1150.

Conserans (azul) en Ariège

El Condado de Couserans fue un condado situado en el sur de Francia en la Edad Media. Hasta 983 formaba parte del condado de Cominges del que se separó al ser asignado a Roger I de Cominges, co-conde de Cominges, conde de Carcasona y de Rasez, hijo de Arnaldo I de Cominges y de Estefanía de Carcasona. 
Bernardo I Roger, hijo de Roger I el Viejo, le sucedió como conde en Couserans y señor de Foix en 1012. Durante el mandato de Bernardo I Roger, el señorío de Foix fue elevado a la categoría de condado.
En 1144, a la muerte de Bernardo III de Cominges, al que pertenecía la región de Couserans, ésta fue convertida en vizcondado para su hijo Roger I de Couserans.